# Cixius azoterceirae
Cixius azoterceirae är en insektsart som beskrevs av Adolf Remane 1980. Cixius azoterceirae ingår i släktet Cixius och familjen kilstritar.
Artens utbredningsområde är Spanien. Inga underarter finns listade i Catalogue of Life.